# Dualismo metodológico
En praxeología, el dualismo metodológico es una posición epistemológica la cual afirma que es necesario, basándose en nuestro estado actual de conocimiento y comprensión, utilizar un método diferente para analizar las acciones de los seres humanos en vez de los métodos de las ciencias naturales (como la física, la química, la fisiología, etc.).
Esta posición está basada en la presuposición de que los humanos diferimos radicalmente de otros objetos en el mundo externo. En concreto, los humanos aspiran deliberadamente a fines elegidos y emplean medios elegidos para alcanzarlos, mientras que otros objetos en la naturaleza, como por ejemplo, palos, piedras, y átomos, no.
El dualismo metodológico no es una doctrina ontológica o metafísica, y se abstiene de emitir tales juicios.

## Mises en el dualismo metodológico
La insistencia de Ludwig von Mises en el dualismo metodológico fue una reacción en contra "del 'monismo metodológico' predicado por conductistas y positivistas quienes no vieron una razón básica para abordar el comportamiento humano y los fenómenos sociales de manera distinta a cómo los científicos naturales abordan el comportamiento molecular y los fenómenos físicos".
Mises declara que las ciencias de la acción humana tratan de fines y medios, con voluntad, con significado y entendimiento, con "pensamientos, ideas, y juicios de valor". La acción es el uso intencional de medios escogidos para la obtención de fines escogidos, y las ideas, creencias, y juicios de valor (llamados fenómenos mentales) determinan la elección de aquellos medios y fines. Por lo tanto, estos fenómenos mentales ocupan una posición central en las ciencias de la acción humana porque, como sostiene Mises, "los actos de elección están determinados por los pensamientos y las ideas".
Al argumentar a favor del dualismo metodológico, Mises afirma que dado que las ciencias naturales aún no han determinado "cómo los eventos externos definidos [...] producen dentro de la mente humana ideas definidas, juicios de valor y voluntades", esta ignorancia divide nuestro conocimiento en dos distintos campos, el "reino de los eventos externos" por un lado, y el "reino del pensamiento y la acción humana" por el otro.
Así, la concepción de Mises de las ciencias de la acción humana, es decir, la praxeología y la timología, se basa en este dualismo metodológico. Mises argumenta que debido a que nosotros mismos somos seres pensantes y actuantes, podemos reflexionar, a través de la introspección, sobre el significado de la acción, de la intención y la voluntad, de los fines y los medios, y sobre nuestras ideas, creencias y juicios de valor. Este tipo de conocimiento reflexivo, insiste Mises, es conocimiento de nuestro interior, "es nuestro porque somos hombres", mientras que no somos piedras ni átomos, por lo que no podemos reflexionar sobre lo que significa ser estas cosas.